# Montaut (Landy)
Montaut – miejscowość i gmina we Francji, w regionie Nowa Akwitania, w departamencie Landes.
Według danych na rok 1990 gminę zamieszkiwały 592 osoby, a gęstość zaludnienia wynosiła 40 osób/km² (wśród 2290 gmin Akwitanii Montaut plasuje się na 650. miejscu pod względem liczby ludności, natomiast pod względem powierzchni na miejscu 768.).